# Förhudsförträngning

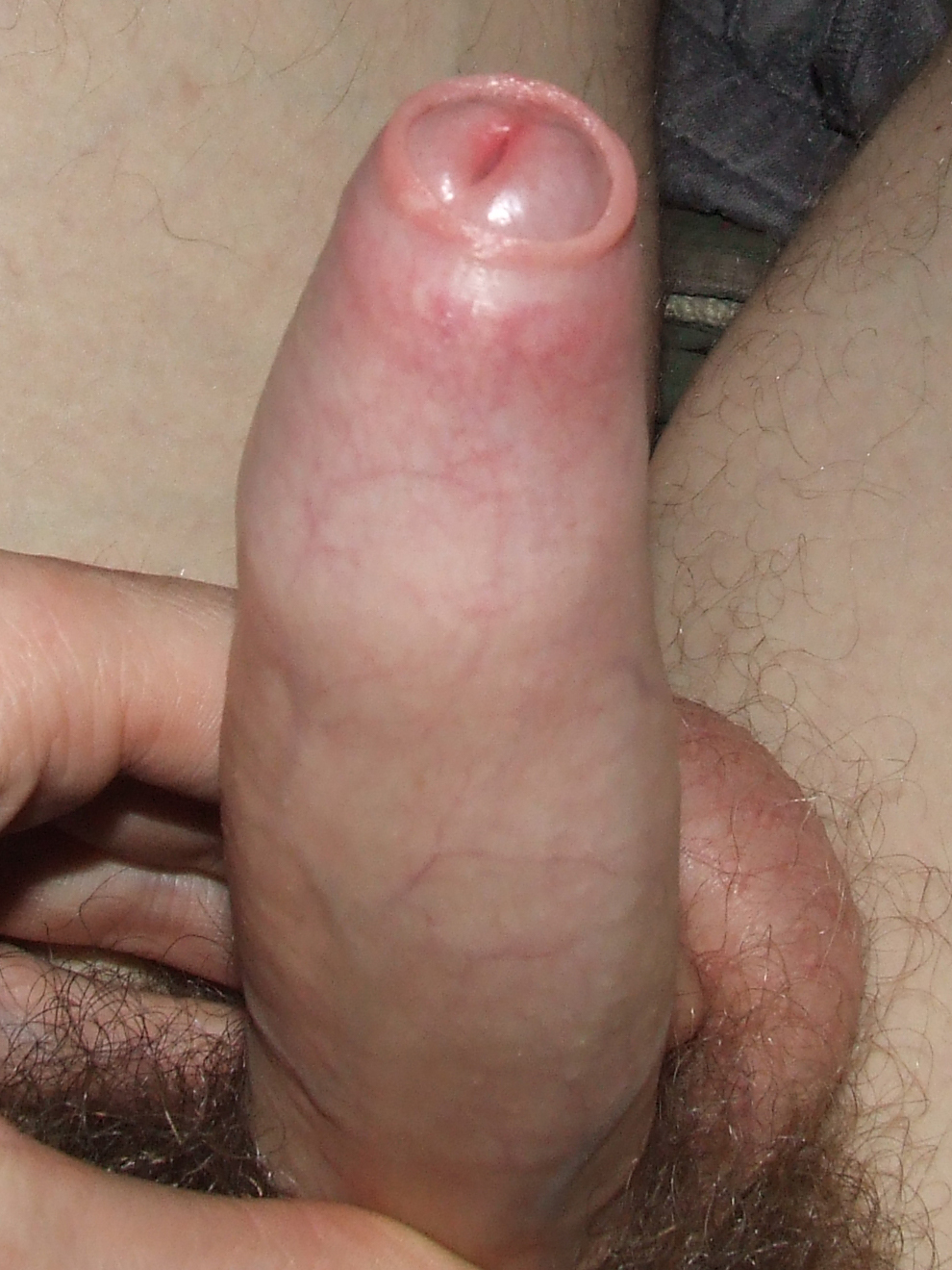
Trång förhud i vuxen ålder.

Förhudsförträngning (även fimos, fimosis, phimosis, av klassisk grekiska φῑμός, phimos, "grimma", "tillsnörning") avser en förträngning av förhuden så att den inte går att dra tillbaka över ollonet. Förhudsförträngning åtgärdas ofta genom ett kirurgiskt ingrepp, då man antingen avlägsnar förhuden helt (se omskärelse) eller försöker att vidga den. 

## Beskrivning
Hos pojkar som inte har kommit in i puberteten är det normalt att inte kunna dra tillbaka förhuden och inget som behöver åtgärdas om pojken inte har några besvär. I puberteten sker en vidgning av förhuden då penis tillväxer och i mitten av puberteten bör pojkar kunna dra tillbaka förhuden för att kunna börja hålla rent under förhuden. Om pojken inte kan dra tillbaka förhuden trots att han har kommit en bit in i puberteten kan man behöva göra en operation, eftersom det annars kan leda till problem med urinering och återkommande infektioner under förhuden. 
En del pojkar, även före puberteten, har så trång förhud att öppningen i förhuden är så liten att det blir svårt att urinera, till exempel för att det svider och gör ont. I de fallen behöver man också operera.
Om man med våld försöker att dra ner förhuden om den är för trång och lyckas kan det bli svårt att få tillbaka den över ollonet, så kallad parafimos.
En inte ovanlig orsak till fimosis som uppstår hos vuxna är hudsjukdomen lichen sclerosus et atroficus, som när den drabbar förhuden och ollonet även kallas balanitis xerotica obliterans. 

Behandlingen består ofta i en operation i form av i första hand förhudsplastik där en ökad omkrets fås genom att skära på längden och sy ihop på tvären. Omskärelse kan komma ifråga vid förändringar som inte väntas gå tillbaka som till exempel lichen sclerosus (se ovan). Dorsalklipp används ibland om det kosmetiska resultat är mindre viktigt.  

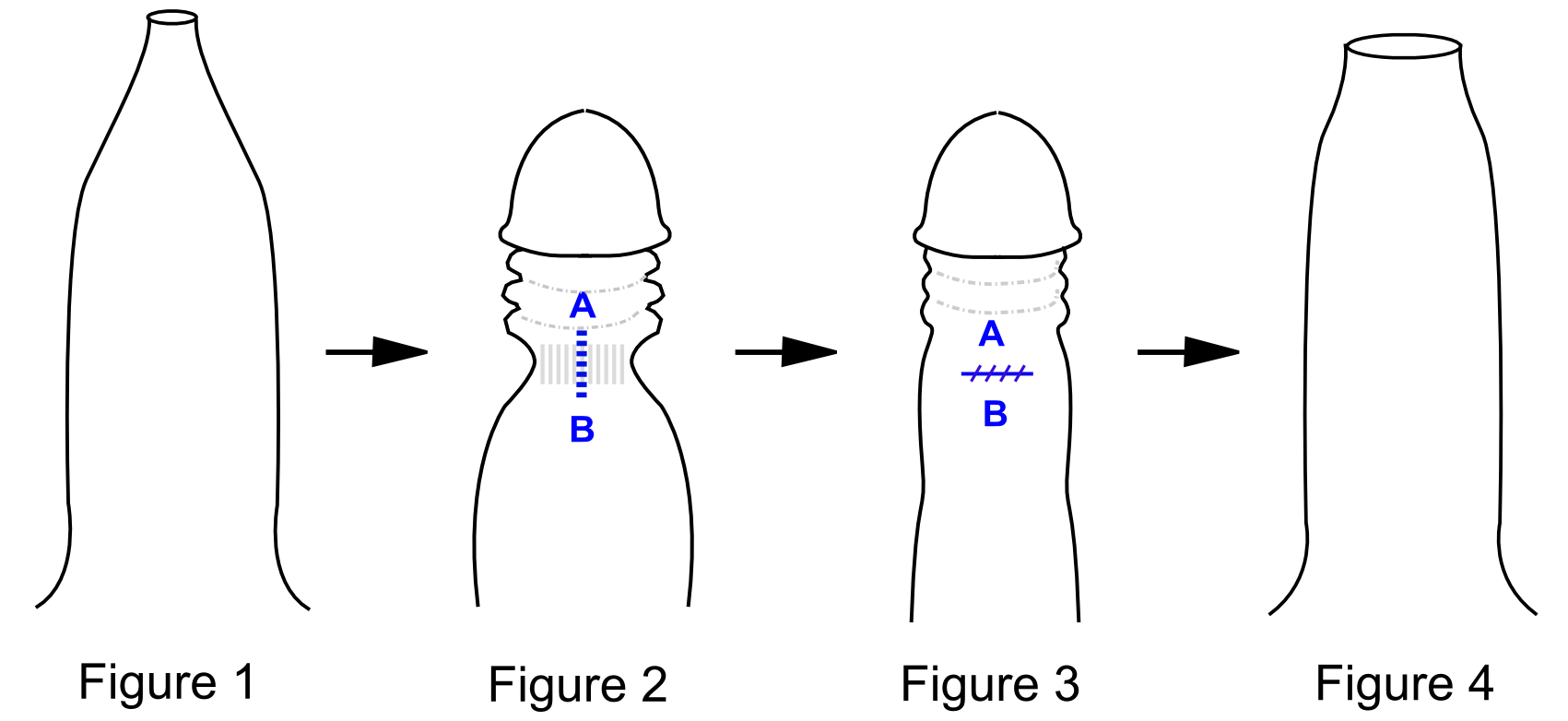
Förhudsplastik, bild 1 visar den trånga förhuden framdragen, bild 2 visar förhuden tillbaka dragen samt var snittet görs, bild 3 visar hur snittet sys ihop, bild 4 visar förhuden framdragen, nu med större omkrets
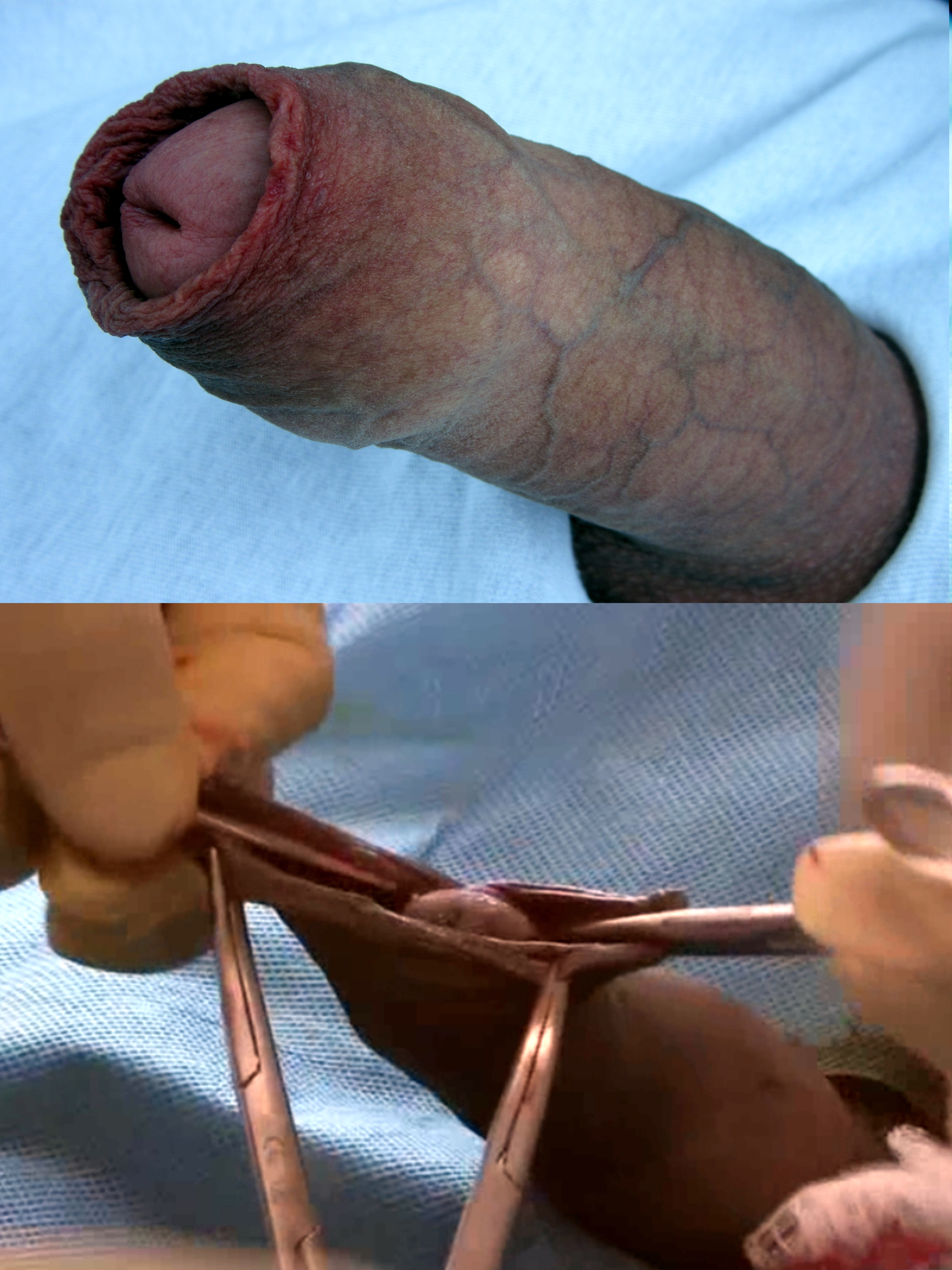
Dorsalklipp, där ett snitt klipps på ovansidan av förhuden

Upprepade förhudsinfektioner (balaniter) under de första levnadsåren kan orsaka ärrig fimosis. Förstahandsbehandling hos barn med ärrig fimosis är att smörja med en stark (grupp III-IV) kortisonsalva som har mycket god effekt där vanligtvis 8 av 10 kan undgå operation.

### Webbkällor
- ”Trång förhud hos pojkar”. Sjukvårdsrådgivningen. https://www.1177.se/sjukdomar--besvar/konsorgan/forhud/trang-forhud/.